# Хухрянский заказник
«Хухрянский заказник» (укр. Хухрянський заказник) — часть Гетьманского национального природного парка (с 2009 года), гидрологический заказник общегосударственного значения (1980—2009), расположенный на территории Ахтырского района (Сумская область, Украина).
Площадь — 4 591,6 га.

## История
Хухрянский заказник был создан решением Совета министров УССР от 25 февраля 1980 года № 132. В 2009 году вошёл в состав нового Гетьманского национального природного парка.

## Описание
Заказник создан с целью охраны водно-болотных угодий в пойме реки Ворскла от города Ахтырка до границы с Полтавской областью, а также приустьевой части реки Хухра.
Ближайший населённый пункт — село Хухра, город — Ахтырка.
В 2009 году была обнаружена незаконная добыча песка карьерным методом. Правонарушители были привлечены к административной ответственности.

## Природа
Вдоль берегов меандрированного русла реки и стариц произрастают тростник и рогоз (широколистный и узколистный). Растительность представлена преимущественно пойменными лугами (настоящие и заболоченные), а также пойменными лесами (доминирование ольхи). Настоящие луга представлены овсяницей, манником большим и осокой острой. Болотная растительность представлена видами дербенник прутовидный и чистец болотный.
В зарослях прибрежной растительности обитают цапля (серая, рыжая, белая), большая выпь, малая выпь. Заказник является местом гнездования птиц.